# مرسيدس (مغنية مؤلفة)
مرسيدس (بالإنجليزية: Mercedes)‏ هي مغنية مؤلفة أمريكية، ولدت في 1978.

## وصلات خارجية
- مرسيدس على موقع ميوزك برينز (الإنجليزية)
- مرسيدس على موقع أول ميوزيك (الإنجليزية)
- مرسيدس على موقع ديسكوغز (الإنجليزية)